# Synavea coleopteriformis
Synavea coleopteriformis är en insektsart som beskrevs av Victor Lallemand 1955. Synavea coleopteriformis ingår i släktet Synavea och familjen spottstritar. Inga underarter finns listade i Catalogue of Life.